# المرتبة الأولى (حرب النجوم)
المرتبة الأولي (بالإنجليزية The First Order)  هو ديكتاتورية عسكرية استبدادية في عالم حرب النجوم، وعرضت لأول مرة في فيلم حرب النجوم: القوة تنهض. بعد سقوط إمبراطورية المجرة بعد أحداث عودة الجيداي (1983)، جمعت الامبراطورية قوتها في السر على مدى ثلاثة عقود. في فيلم القوة تنهض، تكون المرتبة الأول تحت إمرة القائد الأعلى سنوك والذي شرع في تنفيذ خطته لإلغاء الجمهورية الجديدة واستعادة السيطرة على المجرة. فرسان الرن هي مجموعة غامضة من محاربي النخبة في صفوف المرتبة الأولي، بقيادة كيلو رن.
لاحظ النقاد والمعجبين  استخدام صور تذكرنا بألمانيا النازية لقوات المرتبة الأولي في فيلم  القوة تنهض، بما في ذلك سلسلة محاكاة فيلم الدعاية النازية  "انتصار الإرادة".  الكاتب والمخرج جاي جاي أبرامز قال أن المرتبة الأولي هو من وحي نظرية أوديسا التي شارك فيها ضباط المخابرات النازيين بعد فرارهم  إلى الأرجنتين وغيرها من البلدان في أعقاب أعقاب الحرب العالمية الثانية.

## وصلات خارجية
- المستنسخة، جند وخطف العسكريين تطور في حرب النجوم الكون تور.com 30 مارس 2016